# Hans Kirchholtes
Hans Kirchholtes (* 29. Juli 1882 in Wiesbaden als Johannes Kichholtes; † 1959 in Berlin) war ein deutscher Jurist und Diplomat.

## Leben
Hans Kircholtes studierte an der Rheinischen Friedrich-Wilhelms-Universität Bonn Rechtswissenschaft. 1902 wurde er im Corps Saxonia Bonn recipiert. Nach Abschluss des Studiums absolvierte er den Vorbereitungsdienst in Wiesbaden. 1908 wurde er von der Universität Leipzig zum Dr. iur. promoviert. Er schlug die diplomatische Laufbahn ein. 1934/35 war er Generalkonsul in Damaskus, 1935/36 Gesandter in Addis Abeba. 1936 trat er einen Krankenurlaub an.
Der Frankfurter Bankier Heinrich Kirchholtes und Hans Kirchholtes waren Brüder.